# Coromandel (ort i Brasilien, Minas Gerais, Coromandel)
Coromandel är en ort i Brasilien.   Den ligger i kommunen Coromandel och delstaten Minas Gerais, i den sydöstra delen av landet, 300 km söder om huvudstaden Brasília. Coromandel ligger 941 meter över havet och antalet invånare är 22 647.
Terrängen runt Coromandel är platt åt nordväst, men åt sydost är den kuperad. Coromandel ligger uppe på en höjd. Det finns inga andra samhällen i närheten.
Omgivningarna runt Coromandel är huvudsakligen savann. Runt Coromandel är det glesbefolkat, med 10 invånare per kvadratkilometer.